# Quzhou, Handan
Quzhou, även romaniserat Küchow, är ett härad som lyder under Handans stad på prefekturnivå i Hebei-provinsen i norra Kina.